# Списък на условните обозначения на НАТО за ракети „въздух-въздух“
| Условни наименования на руските ракети „въздух-въздух“ според класификацията на НАТО |                       | |
| Класификация на САЩ                                                                  | Класификация на НАТО  | Ракета, модели и модификации |
| АА-1                                                                                 | „Alkalai“ („Алкалай“) | РС-1, РС-2, Р-55 |
| АА-1 1                                                                               | „Alkalai“             | Б-89 (балист. тест без двигател), Б-140 (балист. тест без двигател), РС-1У (Изделие M); (К-5 тестова версия), РС-2У (Изделие И); (K-5M тестова версия), K-5С (само на проект), РС-2УС (Изделие ИС) (за Миг-21 и Су-9); (K-5MC/K-51 тестова версия); ЦМ-4Б (тест на гояма височина), ЦМ-6П (тест); Модификации: - K-55ТГ (телеметричен тест), - K-55СВ (телеметричен тест), - K-55ТС (телеметричен тест), Р-55 (ИЧ насочване); (K-55 тестова версия), Р-55M (ИЧ насочване); (K-55М тестова версия), |
| АА-2                                                                                 | „Atoll“ („Атол“)      | Р-3, Р-13 |
| АА-2                                                                                 | „Atoll“               | Р-3 (ИЧ насочване; Изделие 310 или 300?); (К-13 тестова версия). Модификации: - Изделие 301 (аеродинамичен тест) - Изделие 302 (балистичен тест) - Изделие 303 (телеметричен тест) - Изделие 304 (двигателен тест) - Изделие 305 (тест за връщане) |
| АА-2А                                                                                | „Atoll“               | Р-3С (Изделие 310A) (ИЧ); (K-13A или K-13С тестова версия). Модификации: - Изделие 312 (тест) - Изделие 317 (тест) |
| АА-2В                                                                                | „Atoll“               | ? |
| АА-2С                                                                                | „Atoll“               | Р-3Р (Изделие 320) (K-13Р тестова версия); Р-3РВ (Изделие 320Р) (K-13РВ двигателен тест). Модификации: - Изделие 321 (аеродинамичен тест) - Изделие 322 (тест за изстрелване) - Изделие 323 (телеметричен тест) - Изделие 324 (телеметричен тест) |
| –                                                                                    | „Atoll“               | Р-3У (тренировъчен тест); Р-3П (стрелба без БГ) - K-13В (опростена тест версия) - K-13ВВ (височинен тест) |
| AA-2D                                                                                | „Atoll“               | Р-13M (Изделие 380) (ИЧ); (K-13M тестова версия) Р-13M1 (Изделеие 380M); (K-13M1 тестова версия) |
| –                                                                                    | „Atoll“               | Р-14 (проект) |
| AA-2-2                                                                               | „Advanced Atoll“      | (Вероятно Р-13M1?) |
| AA-3                                                                                 | „Anab“ („Анаб“)       | Р-8, Р-30, Р-98 |
| AA-3                                                                                 | –                     | Р-8 (K-8 тестова версия); Р-8МР (Изделие 24M или 24-2В?) (K-8M тестова версия) Р-8MT (Изделие 24M (или 24-2Н?) (ИЧ); УР-8M (тренировъчен тест). Р-30Р (Р-8M1Р, Изделие 24M1) (K-8M1 тестова версия), Р-30T (R-8M1T, Изделие 24M1) (ИЧ). Р-98Р (Изделие 54) (K-98 тестова версия), Р-98T (Изделие 55) (ИЧ). |
| AA-3-2(?)                                                                            | „Advanced Anab“       | Р-98РM (или 98МР?) (Изделие 56) (K-98M и K-8M3, тестова версия). Р-98TM (или 98MT?) (Изделие 57) (ИЧ) |
| АА-4                                                                                 | „Awl“ („Оул“)         | Р-9 |
| AA-4                                                                                 | „Awl“                 | K-9-155 (тестова версия) Изделие 90 (основен тест); Изделие 91 (балистичен тест); Изделие 92 (програмен тест); Изделие 93 (телеметричен тест) |
| АА-5                                                                                 | „Ash“ („Аш“)          | Р-4 |
| AA-5 2                                                                               | Ash                   | Р-4Р (Изделие 36); (К-80R тестова версия) Р-4T (Изделие 36) (ИЧ); (К-80T тестова версия) Р-4МР (Изделие 36M); Р-4MT (Изделие 36M) (ИЧ); Р-4РР |
| AA-6                                                                                 | „Acrid“ („Акрид“)     | Р-40, Р-46 |
| AA-6A                                                                                | Acrid-А               | Р-40Р; (К-40 тестова версия) |
| AA-6B                                                                                | Acrid-В               | Р-40T (ИЧ) Р-40Д Р-40Д1 |
| AA-6C                                                                                | Acrid-С               | Р-40RД; (вероятно К-46 тестова версия) Р-46РД Р-40РД-1 |
| AA-6D                                                                                | Acrid-D               | Р-40ТД (ИЧ) Р-46ТД Р-40ТД-1 (за МиГ-31) |
| AA-7                                                                                 | „Apex“ („Ейпекс“)     | Р-23, Р-24 |
| AA-7A                                                                                | Apex-A                | Р-23R (Изделие 340); (К-23 тестова версия) |
| AA-7B                                                                                | Apex-B                | Р-23T (Изделие 360) (ИЧ) |
| AA-7C                                                                                | Apex-C                | Р-24Р (Р-23МР, Изделие 140); T-140Р (тренировъчен тест) |
| AA-7D                                                                                | Apex-D                | Р-24T и Р-23MT (Изделие 160) (ИЧ); T-160Р (тренировъчен тест); Р-24M (снабден със система за радарно заглушаване) |
| AA-8                                                                                 | „Aphrid“ („Африд“)    | Р-60 |
| AA-8 3                                                                               | Aphrid                | Р-60 (Изделие 62) (ИЧ); (К-60 тестова версия); Р-60K (за експорт); Р-60T; UZP-60T (тренировъчен тест); Р-60TM и Р-60M (Изделие 62M) (ИЧ); (К-60M тестова версия); Р-60TMK и Р-60MK (за експорт); Р-60MK (Изделие 62В) (за хеликоптери); Р-60MK (Изделие 64В) (няма данни) |
| AA-9                                                                                 | „Amos“ („Еймъс“)      | Р-33 |
| AA-9A                                                                                | Amos-A                | Р-33 (Изделие 410); (К-33 тестова версия) |
| AA-X-9B                                                                              | Amos-B                | Р-33С (с увеличена далекобойност) |
| AA-10                                                                                | „Alamo“ („Аламо“)     | Р-27 |
| AA-10A                                                                               | Alamo-A               | Р-27Р (Изделие 470); (К-27 тестова версия); Р-27R1 (с увеличена далекобойност) |
| AA-10B                                                                               | Alamo-B               | Р-27T (ИЧ); Р-27T1 (с увеличена далекобойност) |
| AA-10C                                                                               | Alamo-C               | Р-27EР; Р-27ER1 (с увеличена далекобойност) |
| AA-10D                                                                               | Alamo-D               | Р-27ET (ИЧ); Р-27ET1 (с увеличена далекобойност) |
| –                                                                                    | Alamo                 | -27EM; Р-27AE (или Р-27EA?) (с активна RH) |
| AA-10E                                                                               | Alamo-E               | Р-27P (с пасивна RH) |
| AA-10F                                                                               | Alamo-F               | Р-27EP (с пасивна RH) |
| AA-11                                                                                | „Archer“ („Арчър“)    | Р-72, Р-73 |
| AA-11                                                                                | Archer                | Р-73M1 (Р-73 РДМ-1) (ИЧ); Р-73M2 (Р-73 РДМ-2); Р-73E; Р-73K; Р-73Л (Р-73ЕЛ); Р-72 (за хеликоптери) |
| AA-12                                                                                | „Adder“ („Адер“)      | Р-77 |
| AA-12                                                                                | Adder                 | Р-77 (РВВ-AE) (с активна RH); Р-77M; Р-77M-ПД (Р-77П, РВВ-ПД) (постояннотоков РД); Р-77TE (ИЧ); Р-77PE (с пасивна RH); |
| AA-X-13 4                                                                            | –                     | Р-37 |
| AA-X-13                                                                              | –                     | Р-37 (RH); Р-37M (с усилвател); Р-90 |

Забележки:
1. Съгласно американска класификация за AA-1 има две допълнителни класификации: AA-1A (за РС-2У) и AA-1B (за РС-2УС).
2. В някои източници се среща по-подробна класификация за AA-5, включваща: AA-5A „Ash-A“ (за Р-4Р) и AA-5B „Ash-B“ (за Р-4T).
3. В някои източници се среща по-подробна класификация за AA-8, включваща: AA-8A „Aphid-A“ (за Р-60/60K/60T), AA-8B „Aphid-B“ (за Р-60M) и AA-8C „Aphid-C“ (за Р-60MK).
4. Най-вероятно условното обозначение на НАТО за AA-13 ще бъде „Arrow“ или „Andi“.